# Deodorus Tuldenus

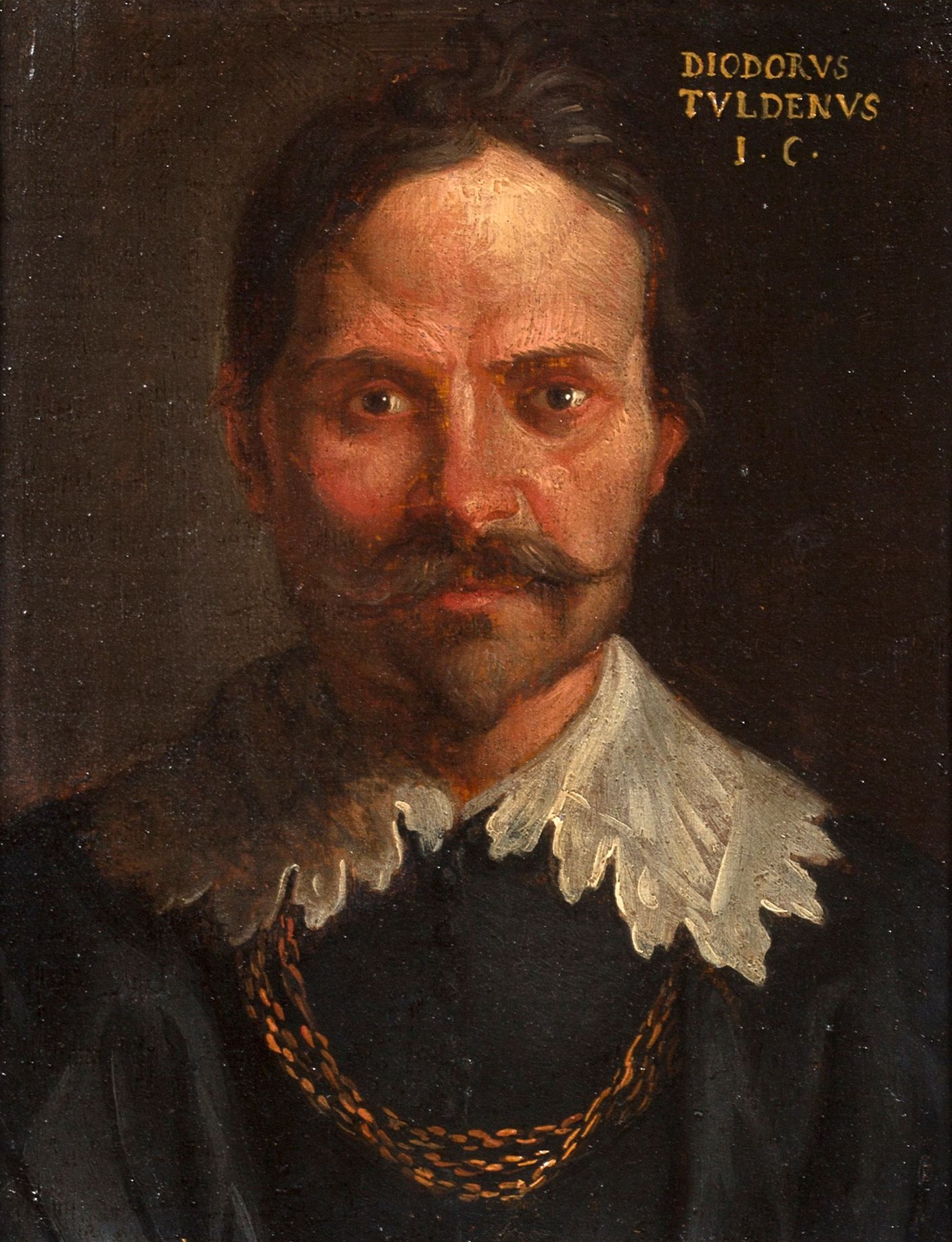
Deodorus Tuldenus

Deodorus Tuldenus of Theodore van Tulden (Den Bosch, 1594 - Leuven (?), 16 november 1645) was een zeventiende-eeuws rechtsgeleerde en hoogleraar.

## Levensloop
Theodore van Tulden stamde uit een Brabantse juristenfamilie. Hij ging studeren aan de Universiteit van Leuven. Na de artes-faculteit studeerde hij aan de rechtenfaculteit, onder de leiding en de invloed van Erycius Puteanus, de invloedrijke humanist en professor aan het Collegium Trilingue.
In 1616 promoveerde hij tot licentiaat in beide rechten en vestigde hij zich als advocaat. In 1620 werd hij hoogleraar in Leuven. In 1630 promoveerde hij tot doctor in de rechten en in 1633 werd hij titularis van de voornaamste leerstoel in burgerlijk recht. Als professor Primarius legum gold hij als de belangrijkste vertegenwoordiger van het Romeins recht in de Zuidelijke Nederlanden.
Als auteur schreef Tuldenus met grote juridische precisie, zonder de literaire kwaliteit van zijn geschriften uit het oog te verliezen. In het kielzog van zijn leermeester Puteanus, hechtte hij groot belang aan de universitaire en humanistische brede opleiding.

## Oorlogsrecht
Zoals zijn tijdgenoten Franciscus Zypaeus en Nicolaus Vernulaeus bestudeerde Tuldenus het oorlogsrecht en schreef hij erover. Met zijn collega's zette hij zich af tegen de leer van Machiavelli, die voorstond dat het staatsbelang volstond om een oorlog te wettigen. De rechtvaardige oorlog moest volgens hen aan heel wat meer morele en religieuze voorwaarden voldoen.
Hij trad de mening bij dat een oorlog rechtvaardig kon zijn, echter niet zonder te waarschuwen om het oorlog voeren zoveel mogelijk te vermijden en in ieder geval tot een strikt minimum te beperken. De rechtvaardige redenen om oorlog te voeren waren: verdediging - herwinnen van toebehorende zaken - bestraffing. Naast de motieven om de oorlog te voeren, bogen de rechtshistorici zich ook over de manier waarop oorlog mocht worden gevoerd, welke de geoorloofde middelen waren, hoe men met bestanden en vredesverdragen moest omgaan, hoe het buitrecht moest worden opgevat en hoe de krijgsgevangenen moesten worden behandeld.

## Publicatie

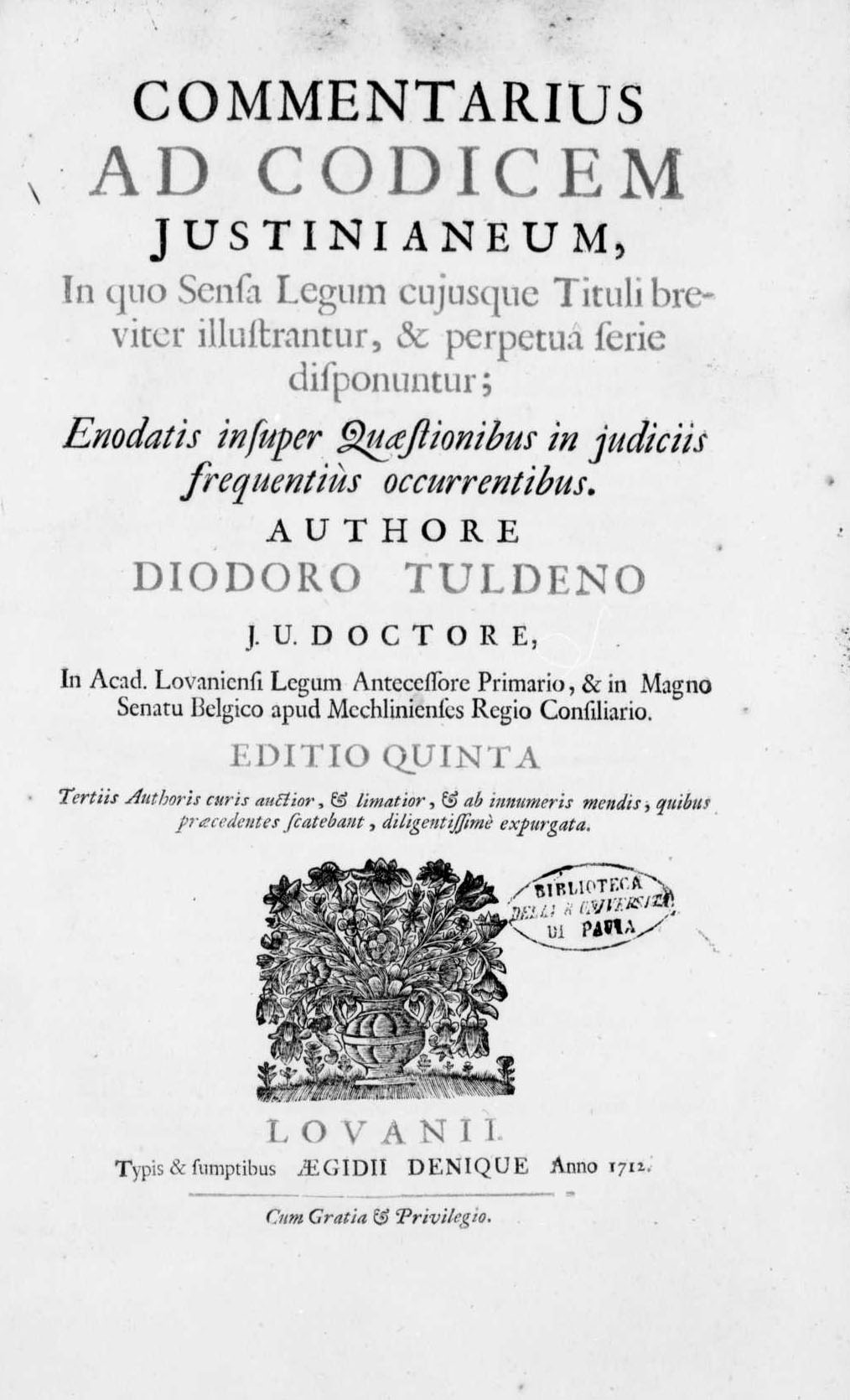
Commentarius ad Codicem iustinianeum, 1712 editie

- Dissertationum Socraticarum libri duo. Leuven, 1620.
- De principiis jurisprudentiae libri quatuor. Leuven, P. Dormalius, 1621
- Ad Institutionum juris civilis Imperatoris Justiniani libros quatuor commentarius. Leuven, 1622. Een commentaar op de Institutes of Justinian, opgedragen aan Jacobus Boonen. 1633 Editie beschikbaar via KU Leuven Special Collections.
- De causis corruptorum judiciorum et remediis libri quatuor. Cologne, 1624. Opgedragen aan States of Brabant.
- De jurisprudentia extemporali sive series regularum. 2 vols., Leuven, 1628-1629.
- De cognitione sui libri quinque. Leuven, 1630. Opgedragen aan Antwerp bestuur. Iena, 1706, beschikbaar via KU Leuven Bijzondere Collecties.
- Initiamenta jurisprudentiae tredecim orationibus auspicalibus comprehensa. Leuven, 1633. Opgedragen aan Frans I van Kinschot. beschikbaar via KU Leuven Bijzondere Collecties.
- Commentarius ad codicem Justinianeum. Louvain, 1651. Een commentaar op de Codex Justinianus.
- Opera omnia. 4 vols., Leuven, Gilles Denique, 1702–1712.
- De civili regimine libri VIII, in quibus pleraque publici iuris capita explicantur, Leuven, 1702.

## Voetnoten
1. ↑  Paul BERGMANS, "Tulden (Théodore van)", in: Biographie Nationale de Belgique, vol. 25, 1932, kol. 833-835

- Gemeinsame Normdatei: 124721583
- International Standard Name Identifier: 0000 0000 7139 6170
- Library of Congress Control Number: n91069431
- Nationale Bibliotheek van Tsjechië: ola2012718334
- Système universitaire de documentation: 070743525
- Virtual International Authority File: 35397062
- WorldCat: E39PBJc7XcgMKHCBvTcrt9YkjC